# 大西洋航空 (法羅群島)
法罗群岛大西洋航空 （OMX： FO-AIR） 是法羅群島的國家航空公司，經營國內直升機服務、國際客運服務以及肩負搜索和救援的責任，以法羅群島沃格島沃格机场為基地。其大部分飛行員是法羅群島飛行員協會的成員。

## 目的地

### 國際服務
2024年3月，大西洋航空公司將經營沃格機場和下列目的地之間的定期客運航班：
|  | 基地       |
|  | 未來       |
|  | 季節/包机  |
|  | 已終止路線 |

## 機隊

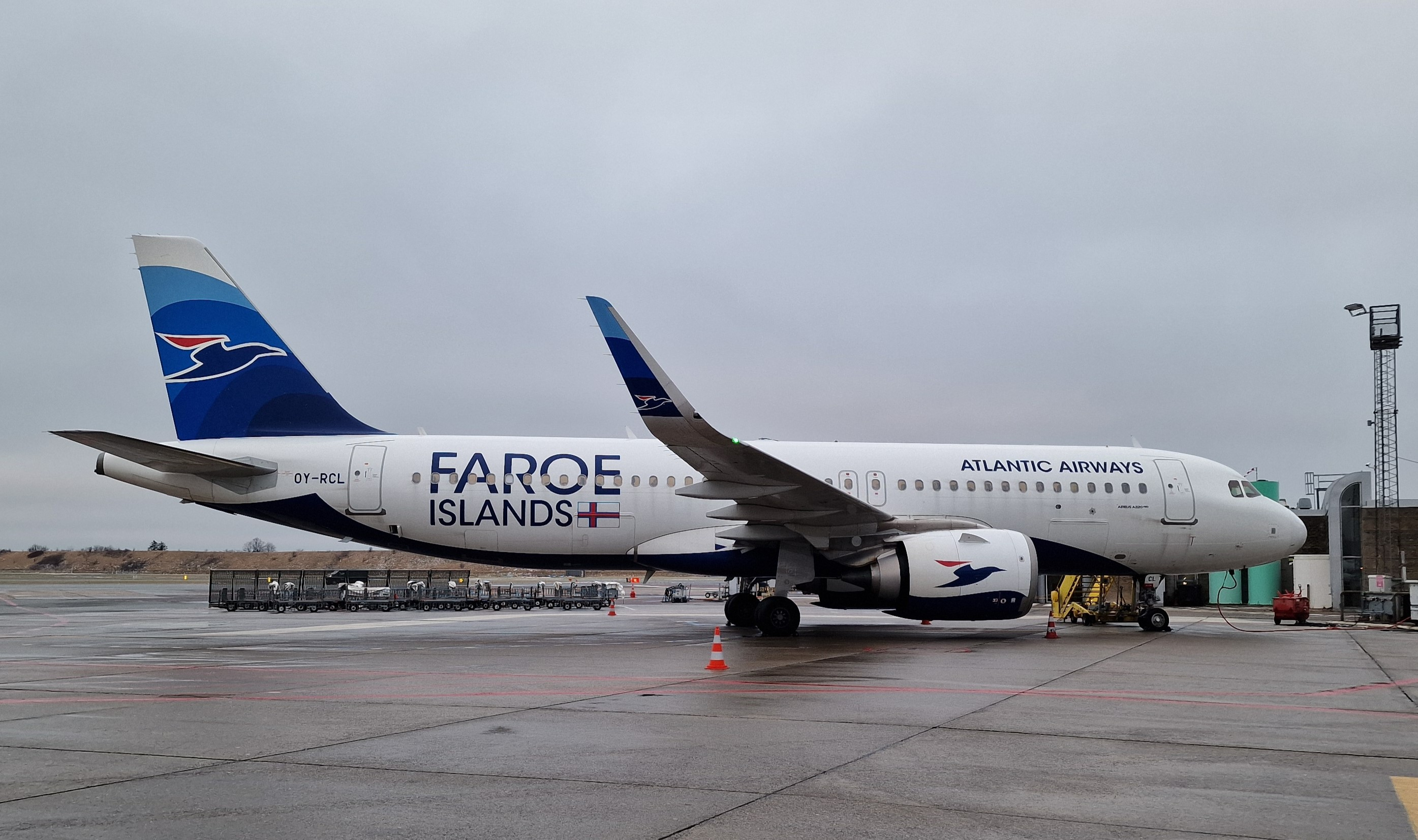
空中巴士A320neo在哥本哈根國際機場

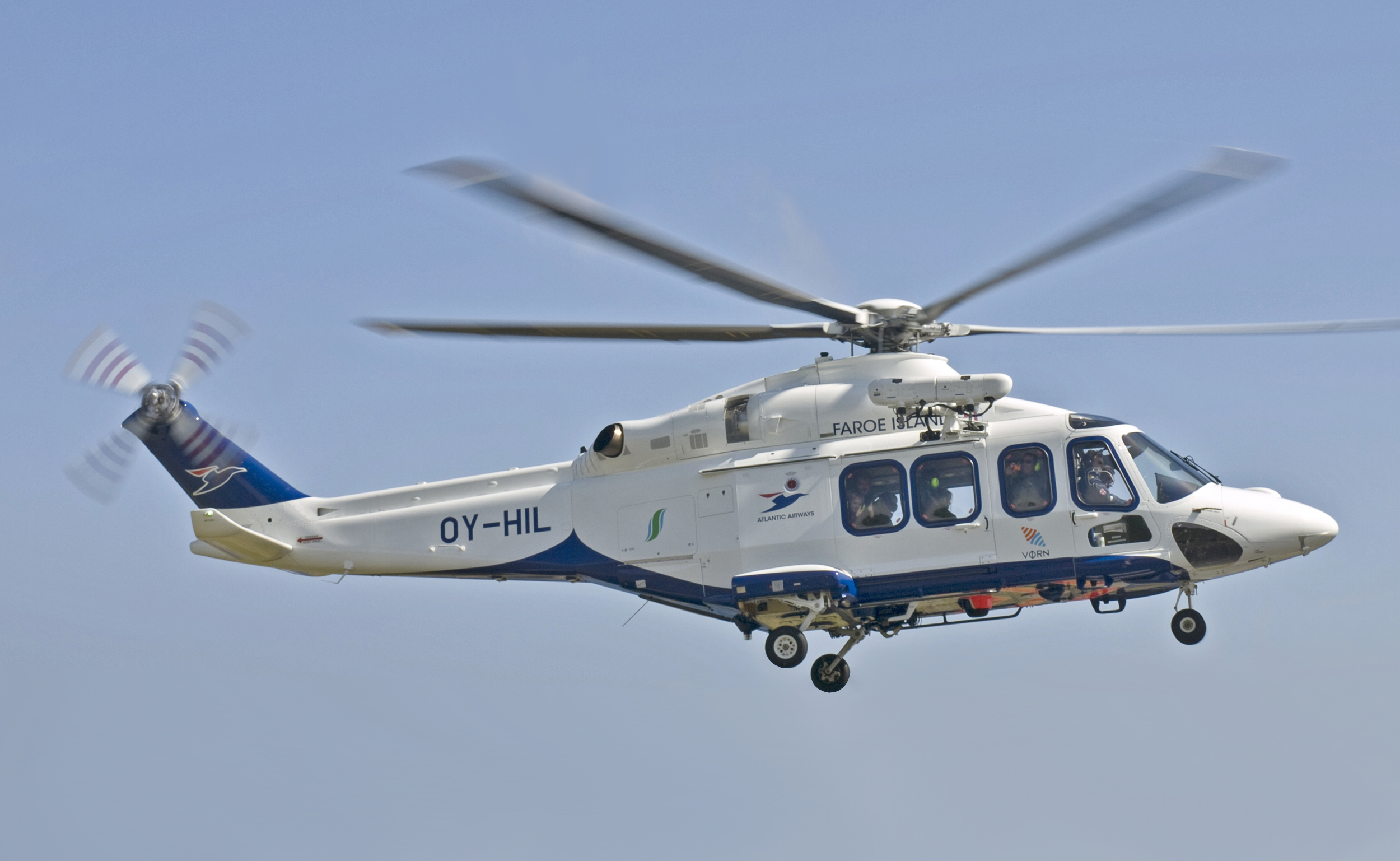
AW139直升機在托爾斯港

## 外部連結
- 官方網站
- . Centre for Aviation. 28 September 2012  [2014-04-22]. （原始内容存档于2013-02-18）.